# I LOVE YOU (尾崎裕哉のアルバム)
『I LOVE YOU』（アイ・ラブ・ユー）は、日本の歌手・尾崎裕哉の5枚目のミニ・アルバムである。2023年4月5日にエスエムイーレコーズより発売。
オリジナル曲2曲と、父でシンガーソングライターの尾崎豊の楽曲より2曲をカバーして収録。尾崎豊の楽曲のカバーは、今作がスタジオ収録盤としては初の音源化となる。

## 概要
メジャー・デビューして7年、経験や年齢を重ねて行くことで、アーティストとして個性を確立してきてたことで、尾崎豊と似ていると話題になって注目を集めていた声も変化してゆき、父親に憧れて音楽を目指し真似て歌っていた頃とは離れて来たのを感じ、いつかは残したいと思っていた声をまだ自分の声に父親の面影が感じられるうちにと、今作でカバー曲が収録されることになった。。
ライブが収録されたBlu-rayまたはDVD付属の初回限定盤2種と通常盤の3形態で発売。

## 収録内容
[DISK 1]CD
1. 1. I LOVE YOU
作詞・作曲/尾崎豊、編曲/Tomi Yo
2. 2.OH MY LITTLE GIRL
作詞・作曲/尾崎豊、編曲/Tomi Yo
3. 3.僕がつなぐ未来 
作詞・作曲/尾崎裕哉、編曲/Tomi Yo
4. 4.迷わず進め 
作詞・作曲/尾崎裕哉、編集/Tomi Yo

[DISK 2] 初回生産限定盤DVD/BluRay
ONE MAN STAND 2022 AUTUMN(2022.11.22 日本橋三井ホール) ライブ映像
1. 01 始まりの街
2. 02 AWAKEN
3. 03 143
4. 04 OH MY LITTLE GIRL(尾崎豊)
5. 05 COOKIE(尾崎豊)
6. 06 ロケット
7. 07 想像の向こう
8. 08 サムデイ・スマイル
9. 09 GLORY DAYS
10. 10 LIGHTER
11. EN_01 僕がつなぐ未来
12. EN_02 FORGET-ME-NOT(尾崎豊)